# Saint-Germier, Tarn
Saint-Germier là một xã thuộc tỉnh Tarn trong vùng Occitanie ở phía nam nước Pháp. Xã này nằm ở khu vực có độ cao trung bình 309 mét trên mực nước biển.